# Epitoxasia borneola
Epitoxasia borneola är en skalbaggsart som beskrevs av Miłosz A. Mazur 1989. Epitoxasia borneola ingår i släktet Epitoxasia och familjen stumpbaggar. Inga underarter finns listade i Catalogue of Life.